# Ştefan Birtalan
Ştefan Birtalan (romanès: Ștefan Birtalan)  (Zalău, 25 de setembre de 1948 - Bucarest, 27 de maig de 2024) va ser un jugador d'handbol romanès guanyador de tres medalles olímpiques.

## Biografia
Membre del Steaua Bucureşti va participar, als 23 anys, en els Jocs Olímpics d'Estiu de 1972 realitzats a Múnic (Alemanya Occidental), on va aconseguir guanyar la medalla de bronze en la competició olímpica masculina amb la selecció romanesa, en derrotar la selecció de l'Alemanya Democràtica al partit pel tercer lloc, si bé en aquests Jocs únicament hi disputà un únic partit. En els Jocs Olímpics d'Estiu de 1976 realitzats a Mont-real (Canadà) aconseguí guanyar la medalla de plata en perdre la final davant la selecció soviètica, un metall que es transformà en bronze en els Jocs Olímpics d'Estiu de 1980 realitzats a Moscou (Unió Soviètica), en guanyar en el partit pel tercer lloc a la selecció hongaresa.
Al llarg de la seva carrera va guanyar dues medalles d'or en el Campionat Mundial d'Handbol, el 1970 i 1974. A nivell de clubs jugà al Steaua de Bucarest entre el 1970 i el 1985, amb qui va guanyar 12 edicions de la lliga romanesa d'handbol i la Copa d'Europa d'Handbol de 1977.
Una vegada retirat passà a exercir d'entrenador, primer a Itàlia i després a Romania. També ho va fer a Qatar. Problemes de salut l'obligaren a retirar-se el 2002.